# 다형성광선성발진

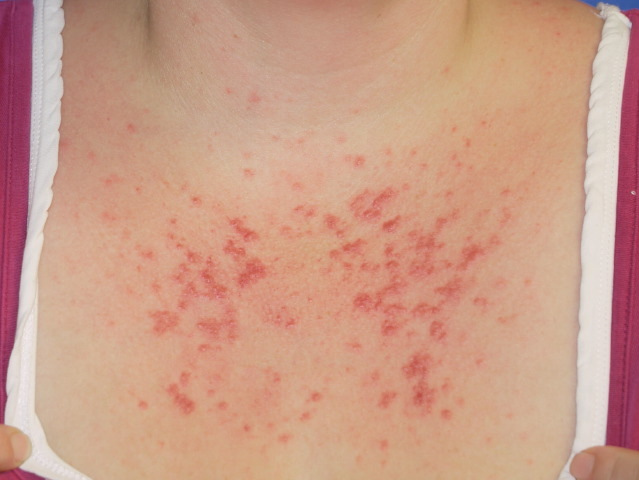

다형성광선성발진(多形性光線性發疹, Polymorphous light eruption, PLE, polymorphic light eruption, PLME), 다형태광선발진, 여러형태빛발진은 생명에 위협을 주지 않고, 잠재적으로는 고통을 주는 피부 질환으로, 유전자적으로 취약한 사람, 특히 봄, 초여름 시기의 온대 기후 사람에게 햇빛과 인공 자외선에 의해 발병한다.
수많은 임상적 형태로 인해 "다형성", "다형태"라는 용어가 번갈아 사용된다. 그 결과로 인해 생기는 가려움은 상당한 고통을 유발할 수 있다.